# Красноклювая земляная кукушка
Красноклювая земляная кукушка (лат. Carpococcyx renauldi) — вид птиц семейства кукушковых, обитающий в Юго-Восточной Азии.

## Описание
Длина тела составляет около 65—70 см. Оперение преимущественно светло-серое, голова, шея и длинный хвост тёмные. Неоперённые участки на лице синей окраски, окологлазное кольцо лилового цвета, радужины жёлтые. Сильный клюв кораллового цвета.

## Распространение
Вид распространён в Таиланде, Лаосе, Камбодже и Вьетнаме. Обитает на земле во влажных лесах с густой растительностью.

## Питание
Птица питается различными мелкими животными. Птицы поддерживают общение друг с другом при помощи криков. Пары поют дуэтом резкими, низкими свистящими звуками.

## Размножение
Не является гнездовым паразитом, строит чашеобразное гнездо из веток и листьев на деревьях, иногда на земле. Кладка состоит из двух-четырех яиц с белой скорлупой. Яйца откладываются с интервалом в два-три дня. Птенцы вылупляются после инкубационного периода от 18 до 19 дней. Птенцы покидают гнездо в возрасте от 17 до 19 дней и начинают самостоятельно искать пищу на 28-й день жизни. От 50 до 60 дней требуется молодым особям, чтобы стать независимыми от птиц-родителей.